# Neoheterocerus longilobus
Neoheterocerus longilobus är en skalbaggsart som beskrevs av José Fernando Pacheco 1964. Neoheterocerus longilobus ingår i släktet Neoheterocerus och familjen strandgrävbaggar. Inga underarter finns listade i Catalogue of Life.